# Thomazomyia adunca
Thomazomyia adunca är en tvåvingeart som beskrevs av Guilherme A.M.Lopes 1988. Thomazomyia adunca ingår i släktet Thomazomyia och familjen köttflugor.
Artens utbredningsområde är Ecuador. Inga underarter finns listade i Catalogue of Life.